# Ctenopoma maculatum
Плямиста ктенопома (Ctenopoma maculatum) — тропічний прісноводний вид лабіринтових риб з родини анабасових (Anabantidae). Належить до групи видів Ctenopoma petherici.
Видова назва maculatum латинською буквально означає «плямистий».
Цей вид іноді плутають з C. weeksii. Обидві риби схожі за формою, але мають різні райони поширення та малюнок забарвлення.

## Опис
Максимальна загальна довжина 20,0 см. Тіло видовжене, його висота в 2-2,5 рази менша за стандартну (без хвостового плавця) довжину. Товщина тіла вдвічі менша за його висоту. Хвостове стебло лише позначене.
Довжина голови в 2,5-3 рази менша за стандартну довжину. Морда в дорослих риб відносно тупа, її довжина приблизно дорівнює діаметрові ока. Діаметр ока становить чверть довжини голови. В молодих риб морда більш загострена й коротша за діаметр ока. Око в молодих риб в 5 разів менше за довжину голови й в 1-1,5 рази — за міжорбітальну відстань. Профіль голови прямий або трохи випуклий. Рот помірно виступає вперед. Верхня щелепа поширюється до рівня передньої чверті або третини ока. Довжина нижньої щелепи не перевищує довжини верхньої. Обидві озброєні рядом дуже тонких конічних зубів. Присутні зуби й на піднебінні. Зяброві кришки мають глибокий виріз, над ним розташовані 3-8 зубчиків, ще 2-6 зубчиків — під ним. 7-9 дуже коротких зябрових тичинок в нижній частині передньої дуги.
В спинному плавці 14-17 твердих і 9-11 м'яких променів. Тверді промені від шостого або сьомого приблизно рівні за довжиною й становлять близько третини довжини голови; довжина найдовших м'яких променів — 60-67 % довжини голови. В анальному плавці 7-9 твердих і 9-13 м'яких променів, за будовою він схожий зі спинним. Хвостовий плавець округлий. Довжина грудних плавців становить 67-75 % довжини голови. Черевні плавці не сягають початку анального.
24-29 лусок у бічному ряді, 14-19 у верхній бічній лінії, 8-13 у нижній бічній лінії. М'якопроменеві частини спинного та анального плавців, а також хвостовий плавець значною мірою вкриті дрібними лусочками. 25-26 хребців.
Дорослі риби загалом мають однорідне коричнювате, оливкове або сіре забарвлення. Єдиним виразним елементом малюнку на тілі є велика кругляста чорна пляма посередині боків. В екземплярів з темною пігментацією вона може бути непомітною.
Молодь розміром приблизно до 30 мм стандартної довжини має строкате забарвлення, крім темної плями по центру тіла, рибки вкриті коричневими та жовтими цятками. Темна смуга проходить від кінчика морди через око до краю зябрової кришки. Деякі зразки також мають на голові дві додаткові темні смужки, що радіально відходять від заднього краю орбіти ока. Черевні плавці, безбарвні в дорослих риб, у молоді вони мають темну пігментацію.
Статеві відмінності невиразні. Зрілих самок можна впізнати за великим черевом. Самців надійно можна визначити лише за наявністю так званих «колючих полів» (плями настовбурчених лусок), розташованих безпосередньо за орбітою ока.

## Поширення
Плямиста ктенопома поширена в прісних водоймах західно-центральної частини Африки: південний Камерун, Екваторіальна Гвінея, північний Габон. Присутність виду була засвідчена в річках Санага, Ньонг (фр. Nyong), Нтем (фр. Ntem), Беніто, Муні (ісп. Rio Muni), Огове та її найважливішій притоці Івіндо (фр. Ivindo), а також у притоках верхньої Санги (фр. Sangha) Джа (фр. Dja) та Думе (фр. Doumé), що належать до басейну Конго. Це один із найкомпактніших ареалів серед усіх ктенопом.

## Спосіб життя
Бентопелагічний вид риб. Населяє прибережну зону річок з повільною течією, де плямисті ктенопоми тримаються під береговою рослинністю та корінням, що звисають. Рідні водойми виду дуже бідні на мінерали (твердість до 15 °dH) й мають зовсім мізерну карбонатну твердість (менше 1 °dKH), показник pH становить 6,0-7,5, електропровідність близько 20 мкСм/см, температура 22-28 °C. Вода коричнева, але прозора.
Ці риби обов'язково мають дихати атмосферним повітрям.
Про розмноження плямистої ктенопоми відомо небагато. Ймовірно, вона належить до видів з вільним нерестом, риби не будують гнізд і не доглядають за потомством.

## Утримання в акваріумі
Вперше вид був завезений до Європи (Німеччини) 1976 року, і це був лише один екземпляр. Плямиста ктенопома не отримала популярності серед акваріумістів, її рідко імпортують.
Зважаючи на розміри цих риб, вони потребують великих акваріумів з достатнім простором для плавання, а також великою кількістю схованок (кущі рослин, корчі, кам'яні печери тощо). Вид мирний і спочатку дещо сором'язливий. Можна тримати разом з іншими декоративними рибами такого ж розміру. До якості води особливих вимог не висувають. Рекомендовані параметри води: температура 22-28 °C, показник pH 6,5-7,5. Краще, коли ґрунт темний, з дрібного гравію. Плавучі рослини використовують, щоб затінити акваріум від яскравого світла.
Стосовно корму невибагливі, але їдять багато. Перевагу надають живому корму. Крім дощових черв'яків, личинок комах тощо, їх можна привчити й до пластівців. Полюбляють великі шматки корму.
Про розведення плямистої ктенопоми в умовах акваріума даних немає.